# М'якеньківська сільська рада
М'якеньківська сільська рада — адміністративно-територіальна одиниця у Решетилівському районі Полтавської області з центром у c. М'якеньківка.
Населення — 1071 особа.

## Населені пункти
Сільрадіпідпорядковані населені пункти:
- c. М'якеньківка
- с. Михнівка
- с. Шрамки